# 王雙玉
王雙玉（1939年—2023年），是一名游泳運動員，主攻中短距離自由式、仰式項目，屏東縣人。1958年，代表國家參加了於東京舉辦的1958年亞洲運動會游泳比賽，與馮凝姿、廖喜代、區婉玲以5分31秒5獲得女子4×100公尺自由式接力項目銅牌。同年也代表台灣前往香港參加港台游泳埠際賽。